# 燃料サイクル安全工学研究施設
燃料サイクル安全工学研究施設（ねんりょうサイクルあんぜんこうがくけんきゅうしせつ、NUclear fuel Cycle safety Engineering research Facility、NUCEF）とは、放射性廃棄物や再処理工場等の臨界安全等を研究するための施設である。日本原子力研究開発機構東海研究開発センター原子力科学研究所に所在する。
バックエンド研究施設BECKYおよび、二つの臨界実験装置定常臨界実験装置STACY、過渡臨界実験装置TRACYを持つ。
BECKYはBack-End Cycle Key element research facilitYの略であり、放射性廃棄物を実際に扱うためのホットセル等を持つ。
STACY、TRACYはいずれも世界でも殆んど無い溶液燃料を使った原子炉であり、再処理施設での臨界事故を模擬するようになっている。これらは東海村JCO臨界事故の収束や解明に役立った。
STACY(STAtic experiment Critical facilitY)は臨界事故が起きないように様々な再処理施設の設計するために様々な燃料組成の臨界データを収集することを目的とした施設であり、水の入ったタンクの中に溶液燃料を入れる炉心タンクのある形になっていて、炉心の形や燃料の組成等を変化させて実験する。熱出力は200Wである。
TRACY(TRAnsient experiment Critical facilitY)は再処理工場で臨界事故が起きたときの状況を模擬する為の原子炉で、急速に反応度を印加するための制御棒を持ち、そのときの出力の変化や線量の計測技術等を解明する実験が行われている。熱出力は定常出力10kW過渡出力5000MW(0.2秒間)である。
現在STACYは所定の実験計画を終了し、改造を行って福島第一原子力発電所事故にともなう燃料デブリの管理を行うための基礎データを収集するための実験を行えるようにするための改造が計画されている。